# Morczyny
Morczyny est un village de Pologne situé en Couïavie-Poméranie, dans le Powiat de Toruń et dans le gmina (commune) de Chełmża. Il fait partie du sołectwo de Mirakowo.
Entre 1975 et 1998, le village faisait administrativement partie de la voïvodie de Toruń.